# Věncový vaz
Věncový vaz, latinsky ligamentum coronarium, je vaz, který spojuje brániční plochu jater s bránicí. Je tvořen pobřišnicí, která v něm přechází z nástěnné pobřišnice pokrývající bránici v serózní obal jater. Ohraničuje plochu jater zvanou area nuda, kde játra nejsou pokryta serózou a s bránicí přímo srůstají.
Věncový vaz na přední ploše jater přechází v srpovitý vaz, který prochází dopředu přes brániční plochu a dělí játra na dva laloky, levý a pravý. Na odstupu srpovitého vazu se věncový vaz rozděluje na pravý a levý. Levý věncový vaz, lig. coronarium sinistrum, je jen tenký a velmi krátký, s volným okrajem, který se nazývá levý trojúhelníkový vaz, lig. triangulare sinistrum. Spojuje zadní okraj levého laloku a bránici. Pravý věncový vaz, lig. coronarium dextrum, je větší a rozděluje se na dvě části: Přední spojuje pravý lalok s bránicí, zadní přechází v zadní části jater až do lig. hepatorenale, vazu, který spojuje játra s pravou ledvinou. Volný okraj pravého věncového vazu také přechází do trojúhelníkovitého vazu lig. triangulare dextrum.
Věncový vaz je součástí souboru vazů, které fixují játra v jejich pozici v břišní dutině, zvaných mezohepaticum.

## Věncový vaz u zvířat
Podobně jako u člověka jsou věncové vazy vytvořeny i u domácích savců. U psa a kočky spojují zadní okraj jater s bránicí a s jícnem, u skotu se táhnou mezi játry a bránicí a ohraničují area nuda, u koně jsou věncové vazy jen drobné, odstupují v blízkosti trojúhelníkovitých vazů a podél dolní duté žíly se upínají na bránici.
Obdobnou strukturou u ptáků jsou krátké kolagenní vazy, které odstupují ze zadního okraje jater a vrůstají do septum horizontale tělní stěny.

## Galerie

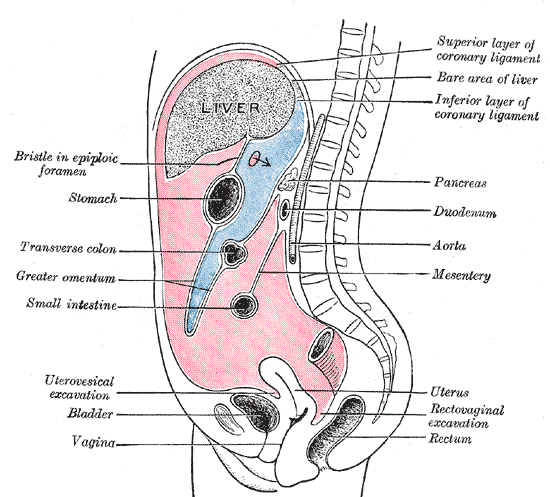
Břišní dutina ženy, při zadním okraji jater přechází nástěnná pobřišnice na játra a tvoří tak přední list věncového vazu
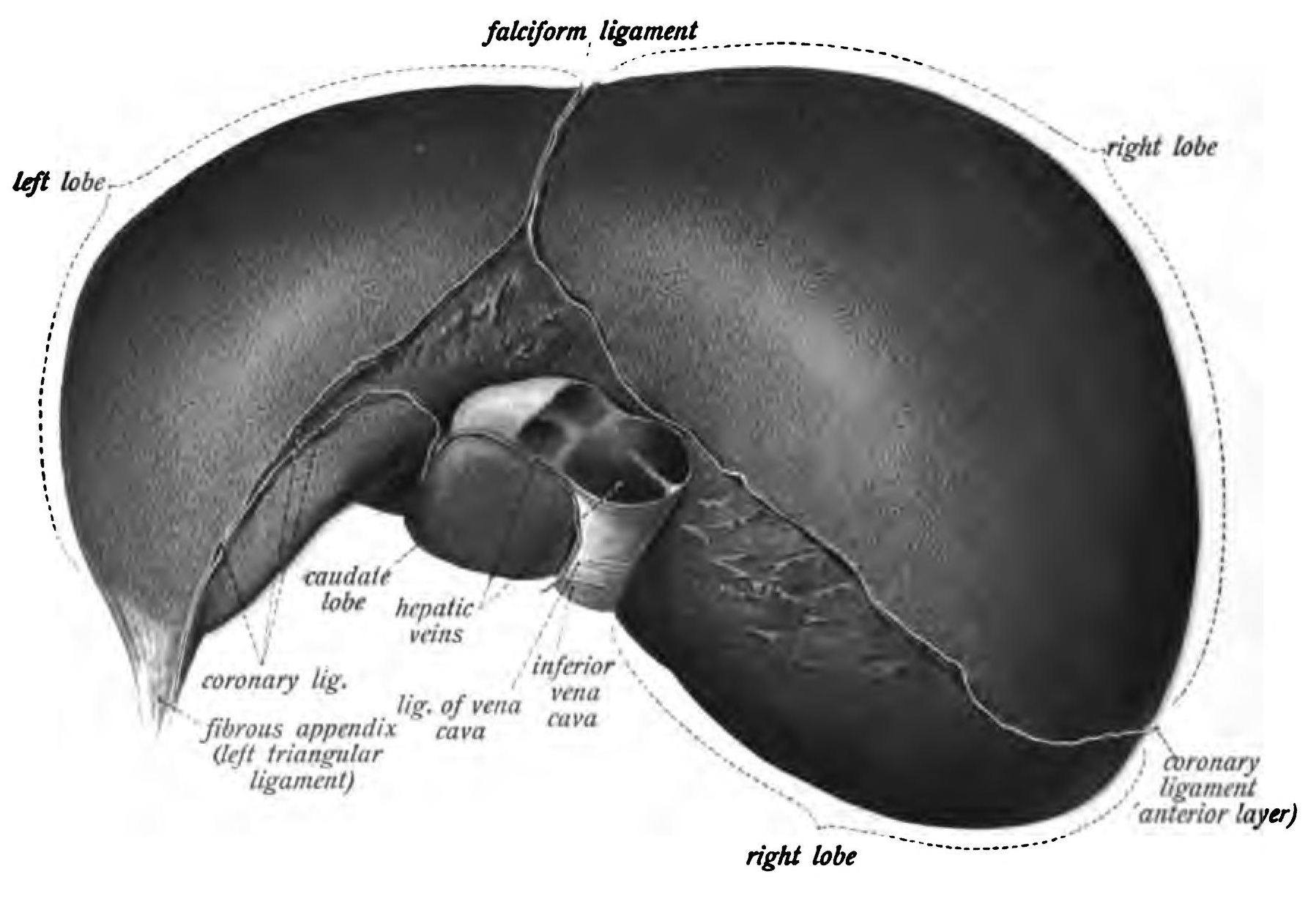
Brániční plocha jater: srpovitý vaz přechází v krátký pravý a delší přední pravý věncový vaz
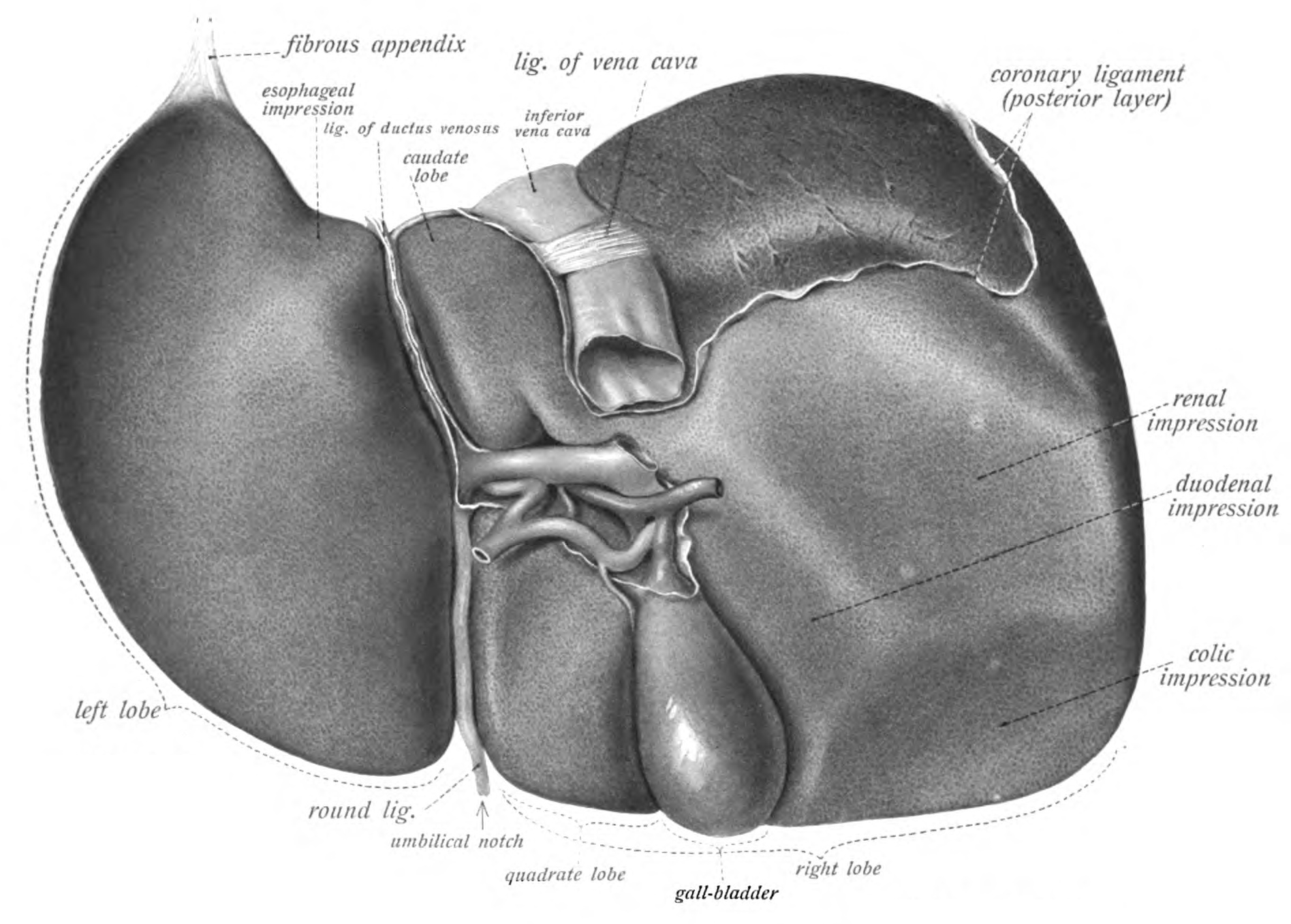
Viscerální plocha jater a patrný zadní list pravého věncového vazu